# هانس سيفيرين هولتن
هانس سيفيرين هولتن (بالدنماركية: Hans Severin Holten)‏ هو أحيائي دنماركي، ولد في 11 يوليو 1770، وتوفي في 30 ديسمبر 1805 في كوبنهاغن في الدنمارك.